# Герб Сартани
Герб Сартани — офіційний символ селища Сартана Донецької області.

## Блазон
Офіційний герб селища Сартана складений на традиційному для російської геральдичної системи французькому щиті. Має систему прикрас із синьої шестерні та двох золотих стрічок із написами "Сартана" вгорі та "Σαρταηα" знизу. Під нижньою стрічкою синя плашка із цифрами "1780".
На щиті зеленого кольору золота голова вола вправо, золота голова барана вліво та два золоті колоски із золотим серпом (2:1). Лазурова зубоподібна глава в один зубець обтяжена обламаною верхівкою срібного тосканського ордеру та цифрами "1780".
Внесення в щит року заснування є грубою геральдичною помилкою.